# مردمانی در دوردست

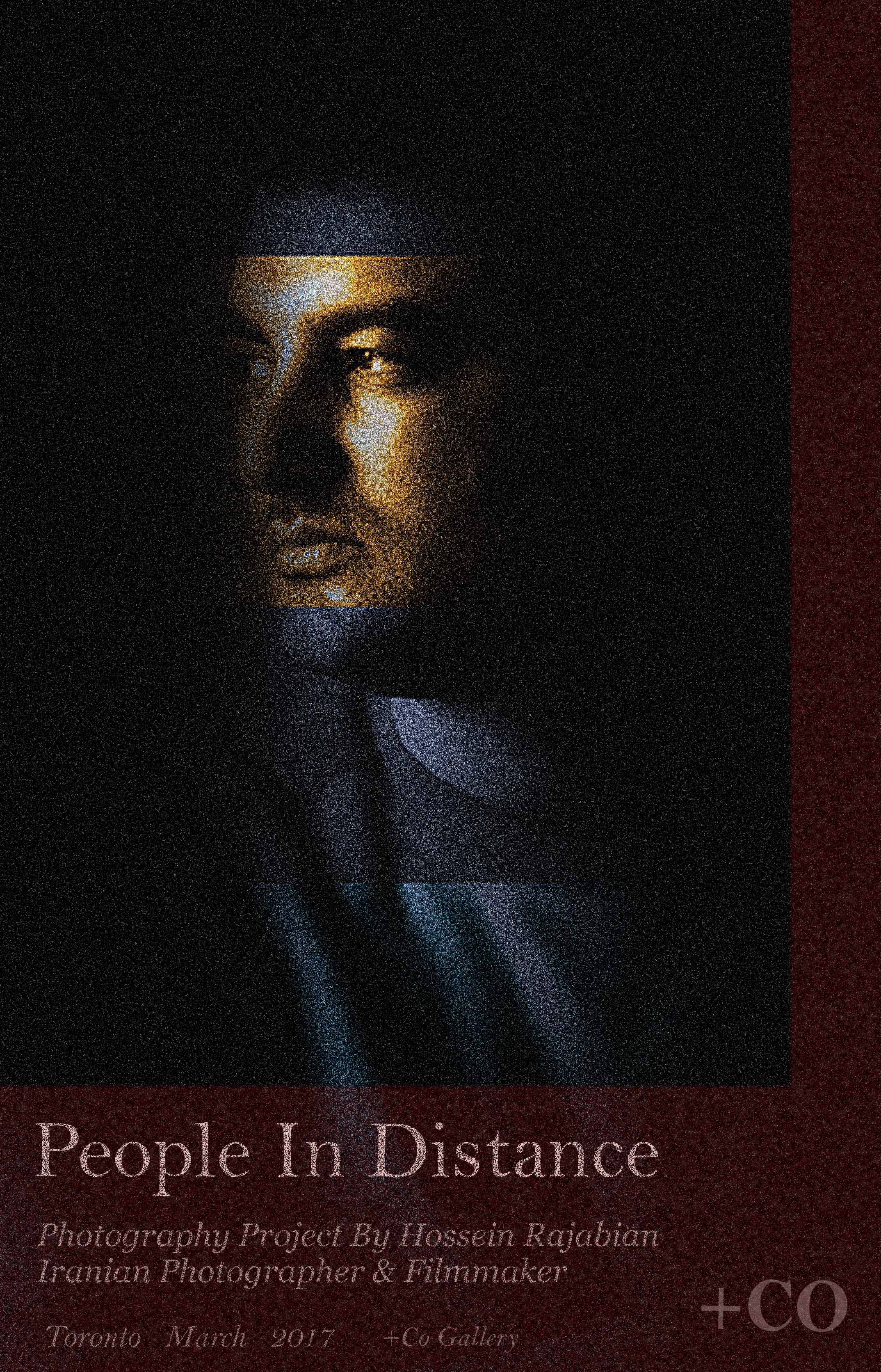
پوستر نمایشگاه مردمانی در دوردست با چهره حسین رجبیان به عنوان عکاس

مردمانی در دور دست نام یک پروژه عکاسی سیاه و سفید از حسین رجبیان عکاس و فیلمساز ایرانی می‌باشد که برای یک حراجی و سازمان خیریه صورت می‌گرفته است. این مجموعه از سال ۲۰۰۶ تا زمان دستگیری حسین رجبیان در سال ۲۰۱۴ ادامه داشته است. در این پروژه از دوربین‌های آنالوگ و دیجیتال برای بهتر نشان دادن بافت تصویری بسته به فضای موجود و سوژه استفاده شده بود.

## نگرش و دیدگاه مجموعه عکس
مردمانی در دوردست شامل عکس از چهرهٔ مردمانی است که در دورترین نقاط ایران زیست کرده و کمتر چهرهٔ آنها در شهرهای بزرگ دیده شده است. این پروژه عکاسی با پوشش دادن چهره کودکان ایران قرار بود به سازمان یونیسف در جهت حمایت از کودکان ایران اهدا شود که با دستگیری عکاس و مصادره عکسها توسط نیروهای امنیتی ایران هرگز به سرانجام نرسید.

## دستگیری عکاس و مصادره عکس‌ها
تعداد کثیری از نگاتیو و نسخه دیجیتال این عکسها در پی دستگیری حسین رجبیان عکاس ایرانی توسط نیروها امنیتی ایران مصادره و توقیف شد و تنها لاشه کم کیفیت تعدادی از آن موجود است. نسخه با کیفیت این مجموعه عکسها پس از مصادره توسط نیروهای امنیتی ایران هرگز به صاحب و مولفشان بازگردانده نشده است.

## پیوندبه بیرون
- گزارش انجمن جهانی قلم بایگانی‌شده  در ۱۰ مه ۲۰۱۷ توسط Wayback Machine
- واشینگتن پست
- گزارش روزنامه گاردین
- کمپین بین‌المللی حقوق بشر
- گزارش تصویری بی‌بی‌سی فارسی
- بنیاد جهانی فری میوز
- کمپین جهانی سازمان عفو بین‌الملل برای حسین رجبیان
- اعتراض رئیس بخش خاورمیانه و شمال آفریقای سازمان عفو بین‌الملل
- مجله هنری zhmag
- بنیاد جهانی آزادی برای هنر
- گزارش CNN عربی
- گزارش الجزیره عربی
- شورای فرهنگ اتحادیه اروپا
- شورای هنرمندان پیتسبورگ
- گزارش صدای آمریکا
- گزارش رادیو فردا
- گزارش بی‌بی‌سی فارسی
- صفحه رسمی حسین رجبیان